# Pangenan (plaats)
Pangenan is een bestuurslaag in het regentschap Cirebon van de provincie West-Java, Indonesië. Pangenan telt 2774 inwoners (volkstelling 2010).